# Stazione di La Spezia Migliarina

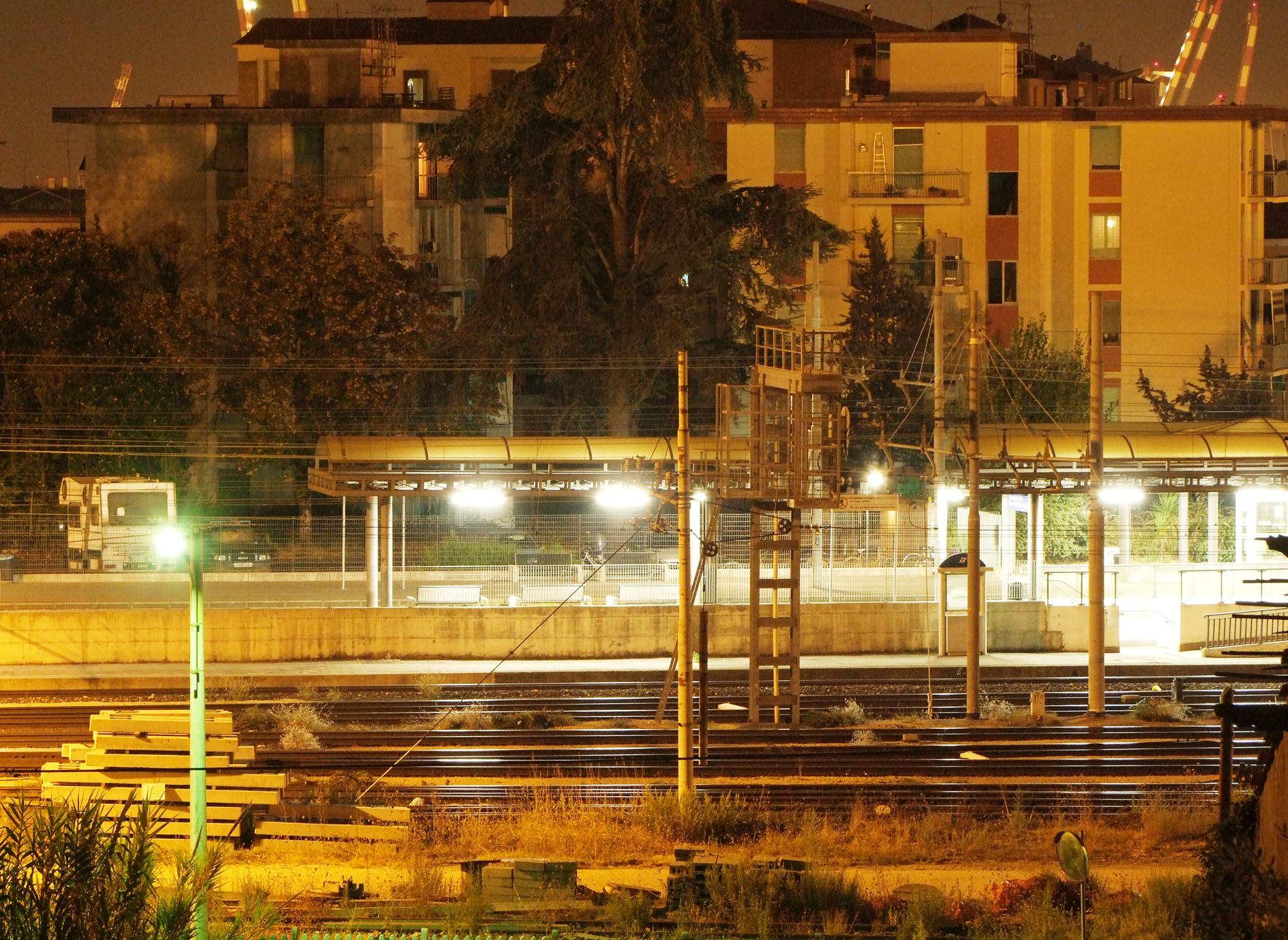
Veduta notturna delle banchine della stazione

La stazione di La Spezia Migliarina è una stazione ferroviaria della Spezia e sorge nel quartiere di Migliarina. Costituisce stazione di diramazione per tre linee: la ferrovia Genova-Pisa, la ferrovia Pontremolese e la ferrovia La Spezia Migliarina-La Spezia Marittima, utilizzata esclusivamente per il traffico merci.

## Storia
La stazione fu aperta il 21 aprile del 1936 allo scopo di servire l'omonima area a nord-est del centro abitato. L'impianto si trovò ad essere ubicato all'estremità nord dell'originario tracciato di Corso Nazionale, un lungo rettifilo che dalla costa tagliava diagonalmente la piana chiamata del Canaletto e che fungeva da fulcro per la prevista espansione della città.
Venne altresì soppresso il vecchio binario di raccordo tra La Spezia Valdellora (poi La Spezia Scalo) e la stazione marittima e sostituito da uno nuovo, originante alla fine del fascio binari della stazione.
Nel 2004 vennero effettuati dei lavori di costruzione di un nuovo fabbricato viaggiatori posto circa 200 metri più a sud di quello originario, posto alla chilometrica 169+866.
Nel 2014 la piazza antistante la stazione è stata dedicata alla memoria dell'incidente ferroviario di Solignano, avvenuto il 4 giugno 2000 e del quale è stato realizzato un monumento commemorativo; inoltre una targa con i nomi delle vittime è stata apposta nel parcheggio della stazione. 

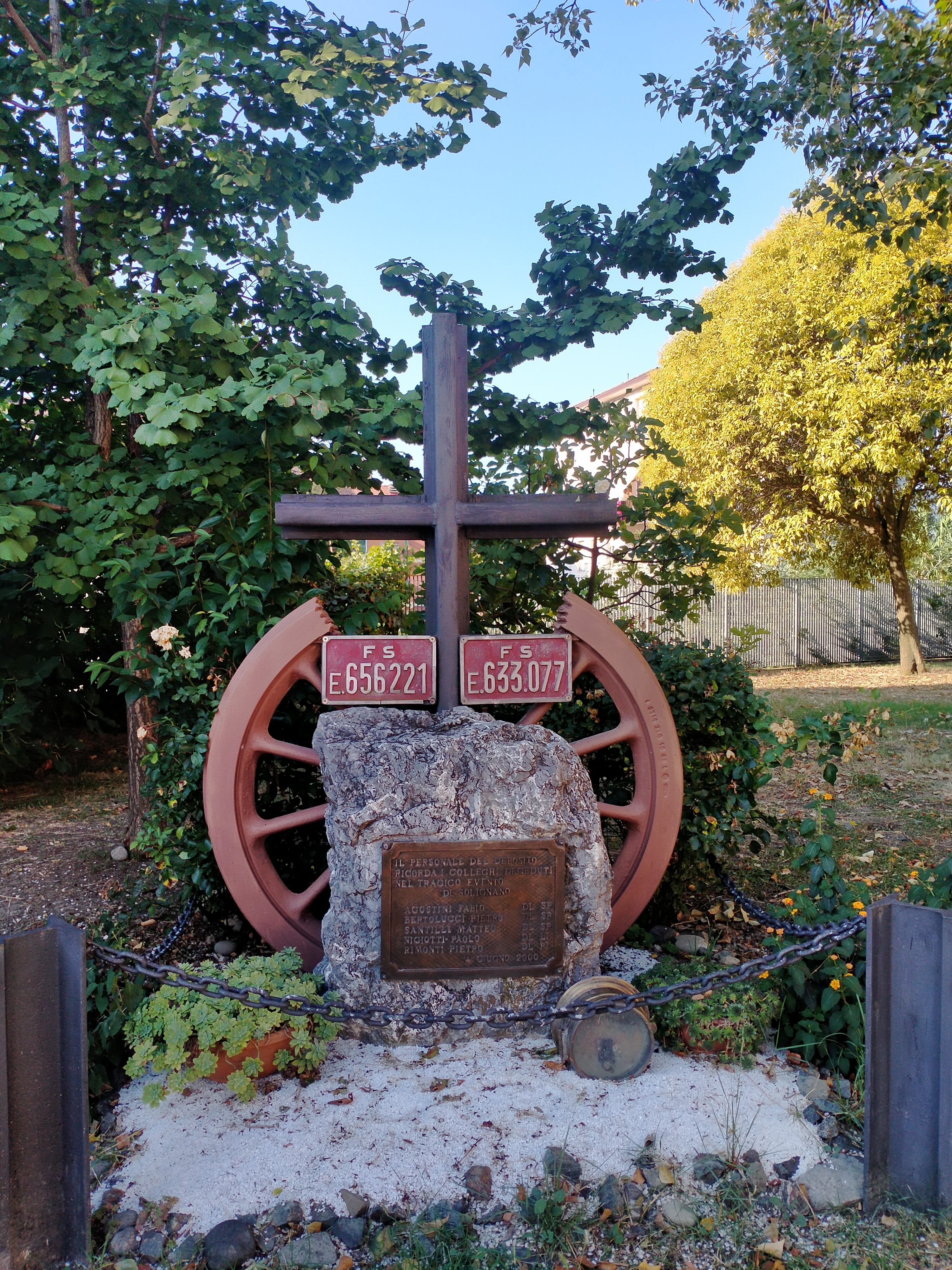
Monumento alle vittime dell'incidente di Solignano presso il piazzale della stazione di La Spezia Migliarina

Nel 2023 è stato annunciato il progetto di realizzare una nuova area parcheggi a servizio della stazione e di istituire un nuovo binario dedicato al servizio Cinque Terre Express.
Il 12 giugno 2025 presso la stazione è stato inaugurato il nuovo binario (Binario 1 Nord) per il servizio cinque terre Express con una spesa complessiva di 14 milioni di euro ripartiti fra Rfi e Comune migliarese, trasformando la stazione in un hub, un centro interconnesso fra mezzi di trasporto. L'obiettivo è di decongestionare il traffico nel centro città e soprattutto sfruttare le sinergie fra mezzi di trasporto.

## Strutture e impianti

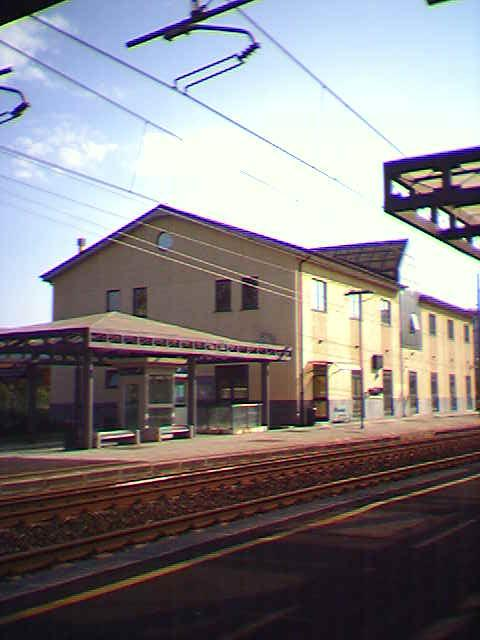
Veduta dei binari e dei marciapiedi

La stazione è dotata di 3 binari per il servizio passeggeri regionale e ingloba l'ampio fascio merci di La Spezia Scalo (in origine denominato La Spezia Valdellora), utilizzato per la composizione e la manovra dei treni che impegnano il raccordo con lo scalo di La Spezia Marittima. Nell'area della stazione è situato anche il deposito locomotive omonimo, utilizzato da Fondazione FS Italiane per l'assegnazione, manutenzione e ricovero di mezzi storici.
Gli ultimi lavori effettuati nel 2004 hanno portato alla costruzione di un nuovo edificio, non aperto al pubblico (all'interno del quale trovano posto l'ufficio del dirigente movimento ed altri locali di servizio), e di un nuovo sottopassaggio che consente di raggiungere i binari 2 e 3.
Particolarità dell'impianto è che la banchina del binario 3 si trova ad un livello più basso rispetto a quello delle banchine dei binari 1 e 2 (queste ultime dotate di pensilina).

## Movimento
La stazione è servita dalle relazioni regionali Trenitalia svolte nell'ambito dei contratti di servizio stipulati con la Regione Liguria e con la Regione Toscana, questi ultimi denominati anche "Memorario". Nel 2007 risultava frequentata da circa 225 persone al giorno.
Nei giorni di punta si stima un flusso di 5000 passeggeri al giorno, servito da 23 Cinque Terre Express.
Il traffico merci è gestito da diversi operatori ferroviari, primi fra i quali Mercitalia Rail e Oceanogate, società che cura la trazione di treni container provenienti dal terminal della capogruppo Contship.

## Servizi
La stazione è gestita e classificata da RFI nella categoria silver e dispone di:
- Biglietteria automatica

## Interscambi
La stazione permette i seguenti interscambi:
- Fermata autobus

In passato, sul piazzale antistante la stazione era presente un anello filoviario.